# Benton (Kansas)
Benton és una població dels Estats Units a l'estat de Kansas. Segons el cens del 2000 tenia 827 habitants.

## Demografia
Segons el cens del 2000, Benton tenia 827 habitants, 308 habitatges, i 238 famílies. La densitat de població era de 425,7 habitants per km².
Dels 308 habitatges en un 36% hi vivien nens de menys de 18 anys, en un 64,9% hi vivien parelles casades, en un 8,8% dones solteres, i en un 22,7% no eren unitats familiars. En el 20,1% dels habitatges hi vivien persones soles el 8,1% de les quals corresponia a persones de 65 anys o més que vivien soles. El nombre mitjà de persones vivint en cada habitatge era de 2,69 i el nombre mitjà de persones que vivien en cada família era de 3,07.
Per edats la població es repartia de la següent manera: un 28,1% tenia menys de 18 anys, un 7,9% entre 18 i 24, un 28,5% entre 25 i 44, un 23,3% de 45 a 60 i un 12,2% 65 anys o més.
L'edat mediana era de 34 anys. Per cada 100 dones de 18 o més anys hi havia 99,7 homes.
La renda mediana per habitatge era de 49.750 $ i la renda mediana per família de 58.214 $. Els homes tenien una renda mediana de 40.380 $ mentre que les dones 30.179 $. La renda per capita de la població era de 21.975 $. Entorn del 3,8% de les famílies i el 5,5% de la població estaven per davall del llindar de pobresa.

## Poblacions més properes
El següent diagrama mostra les poblacions més properes.